# Knorydy
Knorydy – wieś w Polsce położona w województwie podlaskim, w powiecie bielskim, w gminie Bielsk Podlaski.
| SIMC    | Nazwa            | Rodzaj    |
| ------- | ---------------- | --------- |
| 0023509 | Gaj              | kolonia   |
| 0023478 | Knorydy Górne    | część wsi |
| 0023484 | Knorydy Podleśne | część wsi |
| 0023490 | Knorydy Średnie  | część wsi |

Prawosławni mieszkańcy wsi należą do parafii Zaśnięcia Matki Bożej w Boćkach, a wierni kościoła rzymskokatolickiego do parafii św. Józefa Oblubieńca w Boćkach.

## Historia
W 1673 roku właścicielem wsi był koniuszy litewski Franciszek Stefan Sapieha. W 1795 roku miejscowość leżała w ziemi bielskiej województwa podlaskiego. 
Według Pierwszego Powszechnego Spisu Ludności z 1921 roku Knorydy były wsią liczącą 66 domów i zamieszkałą przez 199 osób (95 kobiet i 104 mężczyzn). Większość mieszkańców miejscowości (106 osób) zadeklarowała wyznanie prawosławne, pozostali podali wyznanie rzymskokatolickie (93 osoby). Pod względem narodowościowym większość stanowili mieszkańcy narodowości białoruskiej (100 osób); reszta zgłosiła narodowość polską (99 osób). W okresie międzywojennym miejscowość znajdowała się w gminie Łubin.
Do 1944 roku we wsi znajdował się dwór.
W latach 1975–1998 miejscowość administracyjnie należała do województwa białostockiego.

## Zabytki
We wsi znajduje się cmentarz prawosławny z kaplicą pod wezwaniem św. Jerzego, pochodzącą z 1846 r., należącą do parafii w Boćkach. 

## Zabytki utracone
Na łące, w pobliżu wsi, znajdowała się, wzniesiona w 1872 r., kaplica pod wezwaniem Ikony Matki Bożej „Wszystkich Strapionych Radość”, która wskutek podpalenia doszczętnie spłonęła w nocy z 31 lipca na 1 sierpnia 2016. Obiekt odbudowano do czerwca 2017.